# Haut-Clocher
Haut-Clocher là một xã trong vùng Grand Est, thuộc tỉnh Moselle, quận Sarrebourg, tổng Sarrebourg. Tọa độ địa lý của xã là 48° 45' vĩ độ bắc, 07° 00' kinh độ đông. Haut-Clocher nằm trên độ cao trung bình là 260 mét trên mực nước biển, có điểm thấp nhất là 245 mét và điểm cao nhất là 315 mét. Xã có diện tích 11,44 km², dân số vào thời điểm 1999 là 322 người; mật độ dân số là 28 người/km². Xã cách khoảng 5 km về phía tây-bắc của Sarrebourg, thuộc Pháp từ năm 1661.

## Thông tin nhân khẩu
| 1962 | 1968 | 1975 | 1982 | 1990 | 1999 |
| ---- | ---- | ---- | ---- | ---- | ---- |
| 298  | 305  | 315  | 325  | 319  | 322  |